# Clã

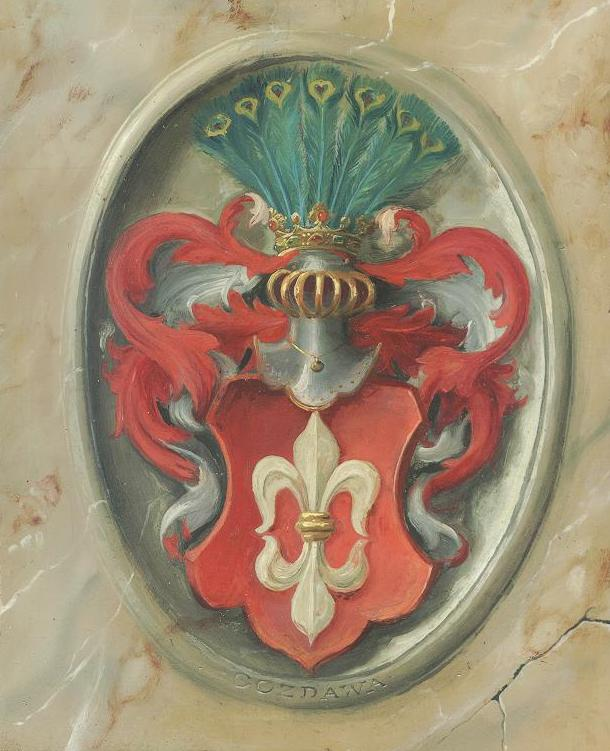
Brasão de um clã polaco

Um clã constitui-se num grupo de pessoas unidas por parentesco e linhagem e que é definido pela descendência de um ancestral comum. Mesmo se os reais padrões de consanguinidade forem desconhecidos, ainda assim, os membros do clã reconhecem um membro fundador ou ancestral maior. Como o parentesco baseado em laços pode ser de natureza meramente simbólica, alguns clãs compartilham um ancestral comum "estipulado", o qual é um símbolo da unidade do clã. Quando este ancestral não é humano, é referenciado como um totem animal. Em geral, o parentesco difere da relação biológica, visto que este também envolve adoção, casamento e supostos laços genealógicos. Os clãs podem ser descritos mais facilmente como subgrupos de tribos e geralmente constituem grupos de 7 mil a 10 mil pessoas.

## Etimologia
Clã vem da palavra gaélica clann, que significa "filhos", "descendência", "progênie" ou "descendentes".
An Chlann Aoidh, o nome em gaélico escocês para o Clã Mackay, significa literalmente "Os Filhos do Fogo" (sendo "fogo" uma tradução literal do nome gaélico Aodh –; caso genitivo e vocativo, hAoidh –; o qual pode ser traduzido foneticamente para o escocês e inglês como Eth, Y, Hy, Heth, Huey e Hugh).
Clannad é uma forma estendida da palavra clann, e que pode ser traduzida por "família".

## Classificação
Alguns clãs são patrilineares, significando que seus membros são vinculados à linhagem masculina; por exemplo, os clãs da Armênia. Outros são matrilineares; seus membros são vinculados à linhagem feminina. Ainda existem clãs "bilaterais", consistindo em todos os descendentes do ancestral maior, tanto da linhagem masculina quanto feminina; os clãs da Escócia são um exemplo. Se um clã é patrilinear, matrilinear ou bilateral, depende das regras e normas de parentesco que regem a sociedade onde ele se insere.
Em diferentes culturas e situações, um clã pode significar a mesma coisa que outros grupos baseados em parentesco, tais como tribos e bandos. Frequentemente, o fator distintivo é que o clã se constitui na parte menor de uma sociedade maior, tais como uma tribo ou um estado. Exemplos incluem clãs irlandeses, escoceses, chineses e japoneses, os quais existem como grupos de parentesco dentro de suas respectivas nações. Observe-se, todavia, que tribos e bandos podem também ser componentes de sociedades maiores. Tribos árabes são grupos menores dentro da sociedade árabe, e bandos Ojibwa são partes menores da tribo Ojibwa.
Além destas diferentes tradições de parentesco, uma confusão conceitual adicional emerge do uso coloquial do termo. Em países pós-soviéticos, por exemplo, é muito comum falar-se em clãs referindo-se a redes informais dentro da esfera econômica e política. Este uso reflete a suposição de que seus membros ajam uns em relação aos outros de modo particularmente próximo e mutuamente colaborativo, aproximando-se da solidariedade entre parentes. Já entre os clãs da Escandinávia, o termo ätter não pode ser traduzido em "tribo" ou "bando", e consequentemente são frequentemente traduzidos como "casa" ou "linhagem".
Na Polônia, os clãs diferem da maioria dos outros lugares por serem um conjunto de famílias que usam a mesma cota de armas, em vez de afirmarem terem um ancestral comum.
A maioria dos clãs são exógamos, significando que seus membros não podem casar-se entre si. Alguns clãs possuem um líder oficial, tal como um chefe, matriarca ou patriarca.